# Robin Phillips
Robin Phillips OC (28 de fevereiro de 1940 – 25 de julho de 2015) foi um ator e diretor de cinema inglês.

## Biografia
Ele nasceu em Haslemere, Surrey, em 1940 filho de Ellen Anne (nascida Barfoot) e James William Phillips. Ele treinou no Bristol Old Vic, onde um contemporâneo foi Patrick Stewart, e trabalhou como ator e diretor por muitos anos no Reino Unido, terminando como diretor artístico no Greenwich Theatre de 1973 a 1975.
Ele foi contratado como diretor artístico no Stratford Festival no Canadá em 1975, onde passou seis temporadas dirigindo muitas produções e cultivando novos talentos. Maggie Smith, Richard Monette, Martha Henry e Brian Bedford, entre outros, foram destaque durante sua gestão, e muitas de suas produções shakespearianas, clássicas e contemporâneas ganharam aclamação generalizada. Em uma revisão da produção de Richard III de Phillips em Stratford em 1977 com Bedford no papel-título, o crítico de teatro do The Globe and Mail John Fraser, escreveu: "A produção que Phillips montou é impressionante, crepitante com nuances e detalhes que são fascinantes, ao mesmo tempo em que irradia uma economia geral de gestão dramática que exige um envolvimento intenso de qualquer público". O veterano ator e diretor de Stratford, William Hutt, comparou Phillips a diretores artísticos anteriores, dizendo: "Com Guthrie, o batimento cardíaco de uma produção era alto, óbvio, robusto e saudável. Com Langham, rítmico, previsível e seguro. Com Gascon, corria rápido; você suspeitava de pressão alta. Com Phillips, o batimento cardíaco é estrondosamente silencioso: são os corações do público que você ouve batendo”.
A energia de Phillips parecia ilimitada durante seu tempo no comando de Stratford. Ele dirigiu 36 produções em seis temporadas (seu antecessor Jean Gascon dirigiu 17 produções em sete temporadas), e a companhia, o público e a escala geral da organização cresceram consideravelmente. Mas a carga de trabalho cobrou seu preço: a exaustão foi citada como a principal razão para sua saída quando ele renunciou durante a temporada de 1980. Mais tarde, ele se tornaria diretor artístico do Grand Theatre em London, Ontário, e retornaria a Stratford para dirigir a Young Company em 1987–88. Ele também foi diretor geral do Citadel Theatre em Edmonton de 1990 a 1995.
Ele dirigiu uma versão musical de Jekyll & Hyde (1997) na Broadway (ganhando o Drama Desk Award de Melhor Cenografia por sua contribuição ao design cênico); Long Day's Journey into Night no West End de Londres em 2000; e uma versão teatral de Larry's Party no Canadian Stage e no National Arts Centre em 2001.
Phillips foi nomeado Oficial da Ordem do Canadá em 2005. A citação dizia, em parte, "Robin Phillips é reverenciado entre os membros da comunidade de atores do Canadá. ... Um tremendo trunfo para a vida cultural do Canadá, ele também é creditado por trazer nova vida ao Citadel Theatre em Edmonton e aos teatros em todo o país." Em 2010, Phillips recebeu o Governor General's Performing Arts Award por Conquista Artística Vitalícia, a maior homenagem do Canadá nas artes cênicas.
Phillips morreu durante o sono em 25 de julho de 2015, após uma doença prolongada. Ele deixou uma irmã mais nova, Hilary, e seu parceiro, Joe Mandel (1936–2023), que conheceu em 1962, mas que se tornou seu parceiro em 1971.

## No filme
Embora nenhuma de suas produções teatrais tenha sido capturada em filme, Phillips é destaque no documentário Robin and Mark and Richard III, no qual ele guia o veterano ator de TV Mark McKinney por algumas cenas-chave de Richard III de Shakespeare. Suas criadoras Susan Coyne e Martha Burns foram dirigidas e orientadas por Phillips no início de suas carreiras e queriam capturar um pouco de sua técnica de treinamento de McKinney, um novato em Shakespeare. O filme foi lançado em 2016, logo após a morte de Phillips.

## Créditos selecionados em filmes e TV
- Doctor Who The Keys of Marinus (1964) - Altos
- The Saint (1 episódio, 1965) - Nigel Perry
- Broome Stages (6 episódios, 1966) - Robin Broome
- The Avengers (1 episódio, 1966) - John Pettit
- The Forsyte Saga (1967) - Wilfred Desert
- Decline and Fall... of a Birdwatcher (1968) - Paul Pennyfeather
- Two Gentlemen Sharing (1969) - Roddy Pater
- David Copperfield (1970; TV) - David Copperfield
- Un estate con sentimento (1970) - Mark Faulkner
- Tales from the Crypt (1972) - James Elliot (segmento 3 "Poetic Justice") (último papel no cinema)

## Diretor
- The House of Bernarda Alba [teatro] (1973)
- Miss Julie [televisão] (1974)
- The Wars [cinema] (1983)